# 리허
리허(중국어: 李赫, 병음: Li He, 한자음: 이혁, 1992년 1월 1일 ~ )는 중화인민공화국의 바둑 기사이다. 헤이룽장성 다칭시 출신으로 중국기원 소속의 5단이다. 2012년 제3회 궁륭산 병성배에서 우승했다.

## 생애
헤이룽장성 다칭시에서 태어났다. 아버지는 다칭유전의 화학 엔지니어였고, 4세 경부터 2003년까지 다칭추잉 바둑학교에서 바둑을 공부했다. 1998년 전국 어린이 바둑대회에서 우승을 차지했고, 2003년 전국청소년 바둑대회에서 우승하여 칭펑소년단에 선발되었다. 2005년 7월 닝보에서 열린 입단 대회에서 10승 1패의 성적으로 프로 바둑에 입단했다. 같은 해 10월에는 여자 바둑 국가대표팀 예선 B조에서 7연승을 거두며 대표팀으로 발탁되었다. 2007년 바이링배 중국여자바둑 오픈 결승에서 예구이에게 2승 1패로 승리를 거뒀고, 건교배 여자바둑오픈전에서는 3위를 차지했다. 2008년 여자 신인왕전 결승에서 판웨이징을 이겨 신인왕에 올랐고, 같은 해 제1회 마인드 스포츠 게임즈 페어 바둑 대회에 위빈과 함께 참가하여 4위를 기록했다.
2012년 제3회 궁륭산 병성배에서 루이나이웨이 9단을 물리치고 우승했고, 5단으로 승단했다. 같은 해 중국 명인전 32강에 진출했다.